# Cultura de les tombes de Gandhara
La cultura de tombes de Gandhara (o cultura del riu Swat) va emergir cap al 1600 ae i en tingué l'apogeu a Gandhara (Pakistan) entre el 1500 i el 500 ae, segurament fins a l'època del gramàtic indi Pànini (mort cap al 460 ae).

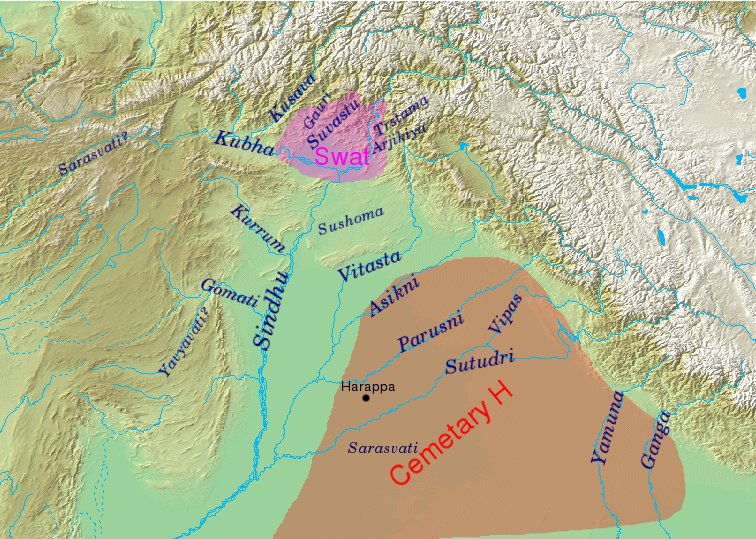
Mapa de la zona ocupada per la cultura Swat (entre el 1600 i el 500 ae) i per la cultura del Cementeri H (entre el 1900 i el 1300 ae) en l'època vèdica; la ciutat d'Harappa (al centre inferior de la figura) fou abandonada al 1700 ae

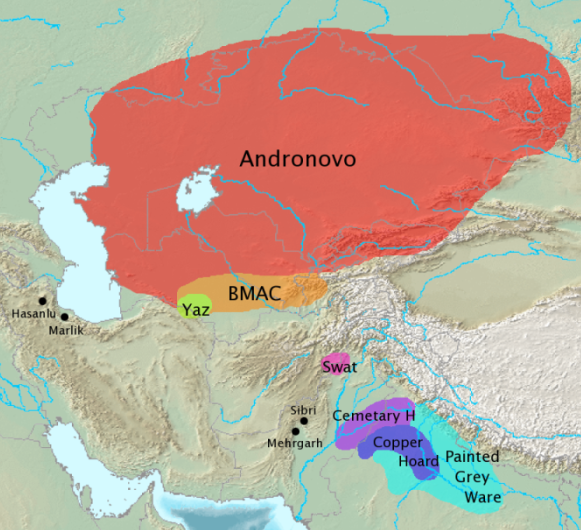
Cultures arqueològiques associades amb la migració indoiraniana (segons l'Enciclopèdia de la cultura indoeuropea). S'ha associat aquestes migracions a les cultures d'Andrónovo, cultura bactrianomargiana i la cultura yaz. La cultura de tombes de Gandhara, la cultura del Cementeri H, la de la ceràmica grisa pintada, i la de les provisions de coure són les candidates a ser associades a la migració indoària (cultura vèdica)

S'han fet troballes rellevants, objectes trobats sobretot en tombes, distribuïdes al llarg de les riberes del riu Swat i Dir al nord, Tàxila al sud-est i al riu Gomal al sud.
La ceràmica mostra vincles clars amb troballes contemporànies del sud de l'Àsia central (BMAC) i la plana iraniana.
Figuretes de terracota de factura simple s'enterraren amb la terrisseria, i altres articles es decoraven amb dissenys senzills amb punts.
En almenys un enterrament es trobaren restes de cavalls.
La majoria dels escriptors relacionen aquests pobles de les tombes de Gandhara amb els primers parlants indoaris i amb la migració indoària cap a l'Índia, que —fonent elements propis dels dos romanents principals de la cultura de la vall de l'Indus (que són la cultura del Cementeri H i la cultura de la terrisseria acolorida amb ocre)— originaren la civilització vèdica.
La gent de la cultura de Gandhara comparteix afinitats biològiques amb la població del llogaret neolític Mehrgarh, i això suggereix un contínuum biològic entre els antics pobles de Timargarha i Mehrgarh.
Als segles que precediren la cultura de Gandhara, al principi del període harappa (entre el 3200 i el 2600 ae) les similituds en terrisseria, segells, figuretes, ornaments, etc., documenten un intens bescanvi de caravanes de mercaders entre el sud d'Àsia, Àsia central i l'altiplà iranià.